# چو سو هیون
چو سو هیون (انگلیسی: Cho So-hyun؛ زادهٔ ۲۴ ژوئن ۱۹۸۸) بازیکن فوتبال اهل کره جنوبی است.

وی همچنین در تیم‌های ملی فوتبال South Korea women's national under-17 football team, South Korea women's national under-20 football team، و زنان کره جنوبی بازی کرده‌است.
وی در مسابقات کشوری و بین‌المللی در مجموع برندهٔ ۱ مدال طلا، ۱ مدال برنز شده‌است.